# 矢田村 (和歌山県)
矢田村（やたむら）は、和歌山県日高郡にあった村。現在の日高川町の北西端、日高川の下流右岸、湯浅御坊道路・川辺インターチェンジの周辺にあたる。

## 地理
- 山岳：城ヶ峰、大山、三国山、オクボ山
- 河川：日高川、中津川

## 歴史
- 1889年（明治22年）4月1日 - 町村制の施行により、小熊村・土生村・千津川村・中津川村・鐘巻村・若野村・入野村の区域をもって発足。
- 1955年（昭和30年）1月1日 - 早蘇村・丹生村と合併して川辺町が発足。同日矢田村廃止。

## 交通

### 鉄道路線
村域を日本国有鉄道の紀勢西線（現・紀勢本線）が通過したが、駅は所在しなかった。道成寺駅が至近に所在。

### 道路
現在は旧村域に湯浅御坊道路の川辺インターチェンジが所在するが、当時は未開通。